# Michael Nouri
Pour les articles homonymes, voir Nouri (homonymie).
Michael Nouri est un acteur américain né le 9 décembre 1945 à Washington DC (États-Unis).

## Biographie
Né de père irakien et de mère irlandaise, Michael Nouri fait ses débuts à l'écran en 1969 dans le film Goodbye Columbus. Alors âgé de 24 ans, il tient le rôle non crédité de l'ex-petit ami du personnage joué par Ali MacGraw. Mais sa carrière stagne dans les années 1970 et il n'obtient des rôles qu'à la télévision.
En 1983 le succès retentissant du film Flashdance le fait accéder à la célébrité. Il joue le rôle d'un patron d'usine amoureux d'une employée, une soudeuse incarnée par Jennifer Beals, qui est aussi danseuse sur la scène du bar local. Mais sans jamais arrêter de tourner, Michael Nouri ne connaîtra plus pareille exposition. En 1987, il tient le rôle d'un policier confronté à des extraterrestres dans Hidden, une série B fantastique remarquée à sa sortie ; et il fait une apparition en 2004 dans Le Terminal en tant qu'ancien amant du personnage interprété par Catherine Zeta-Jones.
À la télévision, il tient le rôle d'Elliot Hampton dans la saison 2004 des Feux de l'amour puis celui du Dr Neil Roberts, père de Summer Roberts, dans Newport Beach de 2004 à 2007. Il est ensuite l'ex-mari de Patty Hewes, interprétée par Glenn Close, dans Damages de 2007 à 2011, et le directeur du Mossad Eli David dans NCIS : Enquêtes spéciales de 2008 à 2013.
Pendant l'été 2003, les spectateurs du Goodspeed Opera House (en) — opéra spécialisé dans les comédies musicales situé à East Haddam dans le Connecticut — ont pu l'entendre chanter dans Camille Claudel de Gabriel Barre (en), où il campait le sculpteur Auguste Rodin, amant de Camille Claudel, jouée par Linda Eder (en).
Après avoir vu son ex-femme souffrir de sclérose en plaques, Michael Nouri est  devenu ambassadeur de la National Multiple Sclerosis Society (en).
En novembre 2012, il a fait parler de lui dans la presse à scandale quand il a été arrêté pour suspicion de violence domestique avant d'être relâché contre une caution de 50 000 dollars.

## Filmographie

### Cinéma
- 1969 : Goodbye Columbus (Goodbye, Columbus) de Larry Peerce : Don Farber
- 1981 : Gangster Wars (en) de Richard C. Sarafian : Charles « Lucky » Luciano
- 1983 : Flashdance d'Adrian Lyne : Nick Hurley
- 1986 : Daniel and the Lion's Den (court métrage) de Ray Patterson : (voix)
- 1986 : The Imagemaker de Hal Weiner : Roger Blackwell
- 1986 : GoBots: Battle of the Rock Lords de Ray Patterson, Don Luks, Alan Zaslove : Boulder (voix)
- 1987 : Hidden (The Hidden) de Jack Sholder : Tom Beck
- 1990 : Thieves of Fortune de Michael MacCarthy : Juan Luis
- 1990 : Little Vegas de Perry Lang : Frank de Carlo
- 1990 : Fatal Sky de Frank Shields : Jeff Milker
- 1990 : Captain America d'Albert Pyun : le lieutenant-colonel Louis
- 1991 : Total Exposure de John Quinn : Dave Murphy
- 1991 : Prémonitions (The Psychic) de George Mihalka : Steering
- 1992 : Black Ice (en) de Neill Fearnley : Ben Shorr
- 1993 : Pour l'honneur d'un flic (No Escape, No Return) de Charles T. Kanganis : Dante
- 1993 : Tueur sur commande (Da Vinci's War) de Raymond Martino : China Smith
- 1993 : L'Arme blanche (en) (American Yakuza) de Frank Cappello : Dino Campanela
- 1994 : L'Emprise de la peur (Inner Sanctum II) de Fred Olen Ray : Bill Reed
- 1994 : Lady in Waiting de Fred Gallo : Jimmy Scavetti
- 1994 : Fortunes of War de Thierry Notz : Father Aran
- 1995 : Hologram Man de Richard Pepin : Edward Jameson
- 1995: Une femme à abattre (To the Limit) de Raymond Martino : Thomas « China » Smith
- 1996 : Overkill de Dean Raphael Ferrandini : Lloyd Wheeler
- 1999 : Picture This de Lisa Albright
- 2000 : À la rencontre de Forrester (Finding Forrester) de Gus Van Sant : Dr Spence
- 2001 : Carman: The Champion de Lee Stanley : Freddie
- 2001 : Lovely & Amazing de Nicole Holofcener : Dr Crane
- 2002 : Terminal Error (en) de John Murlowski : Brad Weston
- 2003 : Klepto de Thomas Trail : Dr Cohn
- 2003 : Jeu de maître (Stuey) d'A. W. Vidmer : Vincent
- 2004 : Le Terminal (The Terminal) de Steven Spielberg : Max
- 2005 : Searching for Bobby D de Paul Borghese : Angelo
- 2005 : Boynton Beach Club de Susan Seidelman : Donald
- 2006 : Vacances sur ordonnance (Last Holiday) de Wayne Wang : le député Stewart
- 2006: Invincible d'Ericson Core : Leonard Tose
- 2009 : La Proposition (The Proposal) d'Anne Fletcher : Chairman Bergen
- 2010 : Sinatra Club de James Quattrochi : Fatico
- 2012 : Easy Rider: The Ride Back de Dustin Rikert : Ward
- 2012 : My Two Daddies (Any Day Now) de Travis Fine : Miles Dubrow
- 2015 : The Squeeze de Terry Jastrow : Jimmy Diamonds
- 2015 : Street Level de David Labrava : Larry
- 2017 : Teleios de Ian Truitner : Nordham
- 2017 : Alex and the List d'Harris Goldberg : Rabbi Baskin
- 2017 : Woman Walks Ahead de Susanna White : Karl Valentine (non crédité)
- 2018 : Con Man de Bruce McAlester : l'oncle Joe
- 2022 : My Favorite Girlfriend d'Amanda Raymond : Paul Forrester
- 2022 : The Grotto de Joanna Gleason : Bert King

### Télévision
- 1975 : Somerset (série télévisée) : Tom Conway #1
- 1975 : Beacon Hill (série télévisée) : Giorgio Bullock
- 1977 : Contract on Cherry Street (TV) : Lou Savage, OCU
- 1978 : C'est déjà demain (Search for Tomorrow) (feuilleton TV) : Steve Kaslo
- 1979 : The Curse of Dracula (série télévisée) : Count Dracula
- 1979 : The Last Convertible (feuilleton TV) : Jean RGR des Barres
- 1980 : Nick and the Dobermans (TV) : Nick Macazie
- 1980 : Fun and Games (TV) : Greg
- 1981 : Chronique des années 30 (en) (The Gangster Chronicles) (série télévisée) : Charles « Lucky » Luciano
- 1983 : Secrets of a Mother and Daughter (TV) : Alex Shepherd
- 1983 : Bay City Blues (série télévisée) : Joe Rohner
- 1984 : Spraggue (TV) : Michael Spraggue
- 1985 : Star Fairies (TV) : Giant (voix)
- 1986 : Mal à l'âme (Between Two Women) (TV) : Harry Petherton
- 1986 : Rage of Angels: The Story Continues (TV) : James Moretti
- 1986 : Downtown (en) (série télévisée) : Det. John Forney
- 1988 : Quiet Victory: The Charlie Wedemeyer Story (TV) : Charlie Wedemeyer
- 1990 : Shattered Dreams (TV) : John Fedders
- 1991 : Détour vers le bonheur (Changes) (TV) : Peter Hallam
- 1992 : Due vite, un destino (TV)
- 1992 : In the Arms of a Killer (TV) : Brian Venible
- 1992 : Meurtre en exclusivité (Exclusive) (TV) : Reed Pierce
- 1992 : Les routes de la liberté (The Sands of Time) (TV) : Jaime Miro
- 1993 : New York Café (Love & War) (série télévisée) : Kip Zakaris
- 1994 : Hallucinations macabres (Eyes of Terror) (TV) : Lt. David Zaccariah
- 1995 : Victor Victoria (TV) : King Marchand
- 1995 : Entre l'amour et l'honneur (Between Love and Honor) (TV) : Joey Gallo
- 1995 : L'Homme à la Rolls (Burke's Law) (série télévisée) : Judd Timmons
- 1997 : New York, police judiciaire (Law and Order) (série télévisée) : Dr Donald Cosgrove
- 1998 : Les sources de l'amour (This Matter of Marriage) (TV) : Adam Barr
- 1998 : Style & Substance (série télévisée) : Jeff Dennis
- 1998 : Demain à la une (Early Edition) (série télévisée) : Stanley Hollenbeck
- 1999 : La Vie secrète d'une milliardaire (Too Rich: The Secret Life of Doris Duke) (TV) : Porfirio Rubirosa
- 1999 : New York, unité spéciale (saison 1, épisode 2) : Dallas Warner
- 2001 : Un nouveau départ (Second Honeymoon) (TV) : Phillip
- 2001 : Gideon's Crossing (série télévisée) : Cardiologist
- 2001 : 61* (TV) : Joe DiMaggio
- 2003 : Washington Police (The District) (série télévisée) : FBI Agent Spencer
- 2003 : Les Anges du bonheur (Touched by an Angel) (série télévisée) : Carl Northum
- 2004 : The Practice : Bobby Donnell et Associés (The Practice) (série télévisée) : Dwight Haber
- 2004 : À la Maison-Blanche (The West Wing) (série télévisée) : Roy Turner
- 2004 : Cold Case : Affaires classées (Cold Case) (série télévisée) : Kyle Silver
- 2004 : NIH : Alertes médicales (Medical Investigation) (série télévisée) : Wes Douglas
- 2004 : Les Feux de l'amour (The Young and the Restless) (série télévisée) : Elliot Hampton
- 2004 : Star Trek: Enterprise (Enterprise) (série télévisée) : Arev, aka Syrran
- 2006 : South Beach (série télévisée) : Warren Stella
- 2006 : Les Experts : Manhattan (CSI: NY) (série télévisée) : Denney Lancaster
- 2003 - 2007 : Newport Beach (The O.C.) (série télévisée) : Dr Neil Roberts (Saison 1 à 4)
- 2007 : New York, section criminelle (Law & Order: Criminal Intent) (série télévisée) : Elder Roberts
- 2007 : Brothers & Sisters (série télévisée) : Milo Peterman
- 2007 : FBI : Portés disparus (Without a Trace) (série télévisée) : Byron Carlton
- 2008 : Privileged (série télévisée) : Miles Franklin
- 2009 : Empire State (TV) : Victor Maddox
- 2009 : Damages (série télévisée) : Phil Grey
- 2009 : NCIS : Enquêtes spéciales (Navy NCIS: Naval Criminal Investigative Service) (série télévisée) : Eli David
- 2010 : Legend of the Seeker : L'Épée de vérité (série télévisée) : Frederick Amnell - père de l'inquisitrice Calahan Amnell (Saison 2, épisode 14 : "Retrouvailles" / "Le Sort de maternité")
- 2011 : Dr House (série télévisée): Thad (1 épisode: Saison 8, épisode 4)
- 2012 : Un plan diabolique (A Dark Plan) : Phil
- 2013 : Major Crimes (série télévisée): le père de Robert Keller (saison 2, épisode 16)
- 2013 : Body of Proof : Daniel Russo
- 2013 : Le Labyrinthe de l'injustice (Hunt for the Labyrinth Killer) : Galen Anderson
- 2014 : Rendez-moi mon bébé (Taken Away) : Sénateur Worthington
- 2015 : Chicago PD (série télévisée) : Carlo Tafani (Saison 3 épisode 9 : "Never forget I love you")
- 2017 : Manhunt: Unabomber (mini-série) : Bob Guccione
- 2018 : American Crime Story (série télévisée) : Norman Blackford
- 2018 : Yellowstone (série télévisée) : Bob Schwartz
- 2019 : NCIS : Nouvelle-Orléans (série télévisée) : maître Campbell, avocat de la défense (saison 6, épisode 8)
- 2020 : Devils (série télévisée) : Jeremy Stonehouse, directeur mondial (saison 1, épisode 7; 9 et 10)
- 2022 : The Watcher (série Netflix) : Roger Kaplan (3 épisodes)